# Snovsk
Snovsk (ukrainsk: Сновськ ukrainsk udtale: [snɔu̯sʲk]) er en by i Korjukivskyj rajon, Tjernihiv oblast (provins) i Ukraine. Den er hjemsted for administrationen af Snovsk urban hromada, en af Ukraines hromadaer.
Byen har 10.825 indbyggere.

## Navn
Byen blev opkaldt efter floden Snov, som den ligger ved. Byen blev mellem 1935 og 2016 kaldt Shchors til ære for Nikolaj Shchors. Den 21. maj 2016 vedtog Verkhovna Rada en beslutning om at omdøbe Shchors til Snovsk og Shchors Raion til Snovsk rajon i henhold til loven om forbud mod navne af kommunistisk oprindelse.

## Historie
På tærsklen til 2. verdenskrig var ca. 16% af befolkningen jødisk (1.402 jøder). Tyskerne besatte byen den 3. september 1941. De holdt jøderne fanget i en ghetto og udsatte dem for forskellige former for tvangsarbejde. I 1941 og 1942 blev hundredvis af dem myrdet i massehenrettelser begået af en Einsatzgruppe i den nærliggende skov.